# 奧克莫克火山

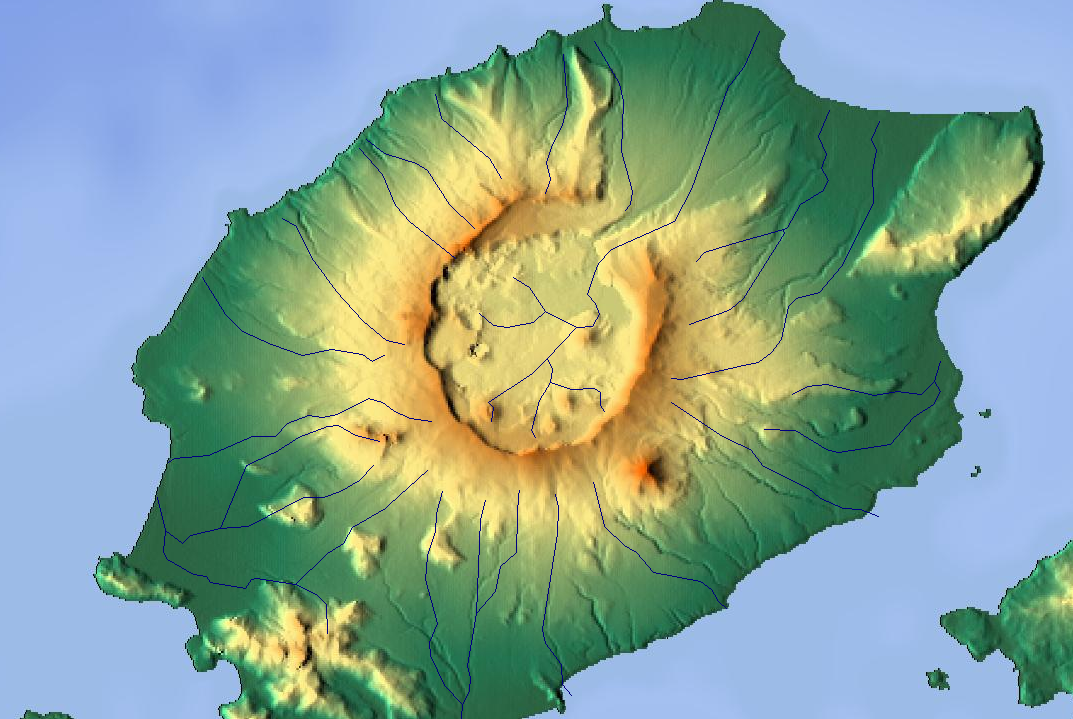

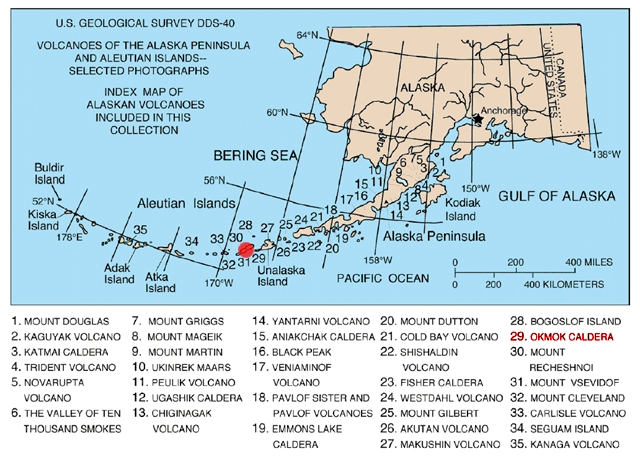

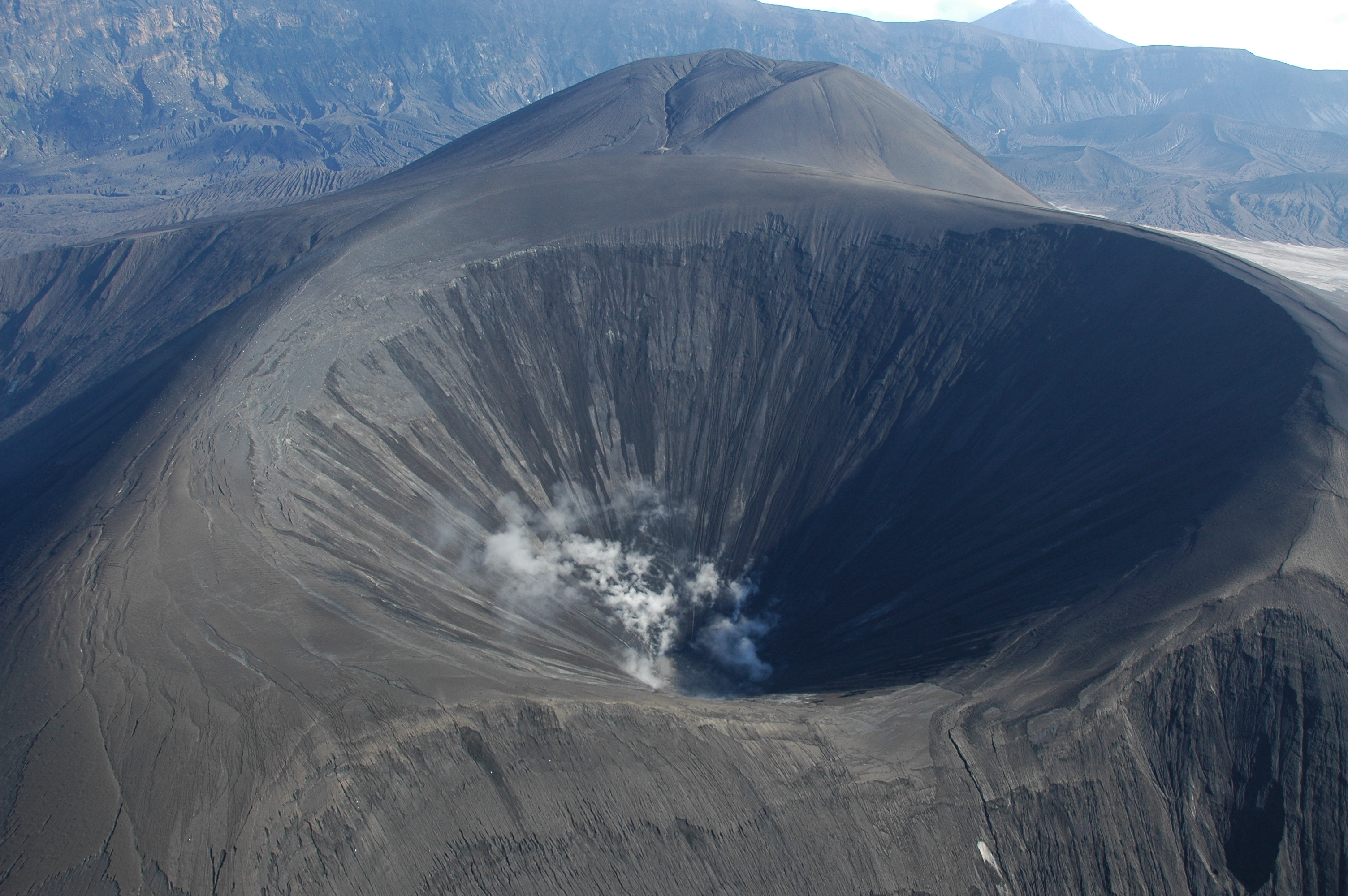

奧克莫克火山是美國的火山，位於烏姆納克島東北部，由阿拉斯加州負責管轄，屬於阿留申山脈的一部分，海拔高度1,073米，最近一次火山噴發在2008年發生。

## 外部連結
- Volcanoes of the Alaska Peninsula and Aleutian Islands-Selected Photographs（页面存档备份，存于）
- "Sulfur Dioxide from Okmok Volcano", JPL/NASA image
- Okmok Volcano Ash Cloud （页面存档备份，存于） Photo page of the Okmok Volcano ash could, July 22, 2008